# Racing Club de Avellaneda
Racing Club de Avellaneda, beter bekend als Racing Club, is een Argentijnse voetbalclub uit Avellaneda in de provincie Buenos Aires. Racing Club behoort samen met River Plate, Boca Juniors, Independiente en San Lorenzo de Almagro tot de Cinco Grandes, de Grote Vijf van Argentinië. Thuisstadion is het Estadio Juan Domingo Perón, dat 64.161 plaatsen telt. De club was erg succesvol in het amateurtijdperk van het Argentijnse voetbal, waar negen landstitels gewonnen werden, één minder dan recordhouder Alumni Athletic Club. In het proftijdperk werd de club nog negen keer kampioen, waarvan de laatste keer in 2019. In 1967 was Racing Club de eerste Argentijnse winnaar van de wereldbeker voor clubteams. In 2024 en 2025 werden na ruim dertig jaar weer twee grote prijzen gewonnen; de CONMEBOL Sudamericana en de CONMEBOL Recopa.

## Geschiedenis

### Ontstaan en eerste jaren

Racing in 1906, met blauw-witte truitjes.

Op 12 mei 1901 werd door studenten van het Colegio Nacional Central de voetbalclub Football Club Barracas al Sud opgericht. Een jaar later kwam er een intern conflict over de clubkleuren. Een aantal leden wilden met rode truitjes spelen en richtten daarom Colorados Unidos op. De splitsing duurde tot maart 1903 toen beide clubs fuseerden en terug onder de oude naam speelden. De eerste tenue van de club was volledig wit maar op 25 juli 1904 werd besloten om een geel truitje met zwarte strepen te nemen, echter speelde de club maar één week met deze truitjes. Voorzitter Luis Carbone had immers een nieuw ontwerp. Een zwarte short en een shirt met vier vierkanten, twee lichtblauw en twee roze. In 1910 zag een van de stichtende leden in een Frans sportmagazine een artikel over Racing Club de France. De club besloot om de naam Racing Club over te nemen en ook de clubkleuren van de legendarische Franse club.
De club had zich in 1905 aangesloten bij de Argentijnse bond en ging in de lagere klassen spelen. In 1908 speelde de club tegen River Plate voor promotie naar de hoogste afdeling. River Plate won met 2-1 maar Racing vroeg om de match te annuleren omdat supporters van River Plate verscheidene keren het veld bestormden tijdens de wedstrijd. Het verzoek werd ingewilligd maar bracht geen zoden aan de dijk, River won met 7-1. Een jaar later maakte Racing opnieuw kans op promotie, maar verloor nu de finalestrijd van Gimnasia y Esgrima Buenos Aires. In 1910 won de club dan eindelijk wel de promotiestrijd voor 4.000 toeschouwers tegen Boca Juniors. Dat jaar nam de club ook de definitieve clubkleuren aan.

### Amateurtijdperk
Op 7 mei 1911 speelde de club haar eerste wedstrijd op het hoogste niveau en speelde 1-1 gelijk tegen CA San Isidro. Op 18 juni van dat jaar won de club voor het eerst, tegen Quilmes AC. Aan het einde van het seizoen eindigde de club op de vierde plaats.

Elftal dat in 1913 de eerste titel binnen haalde.

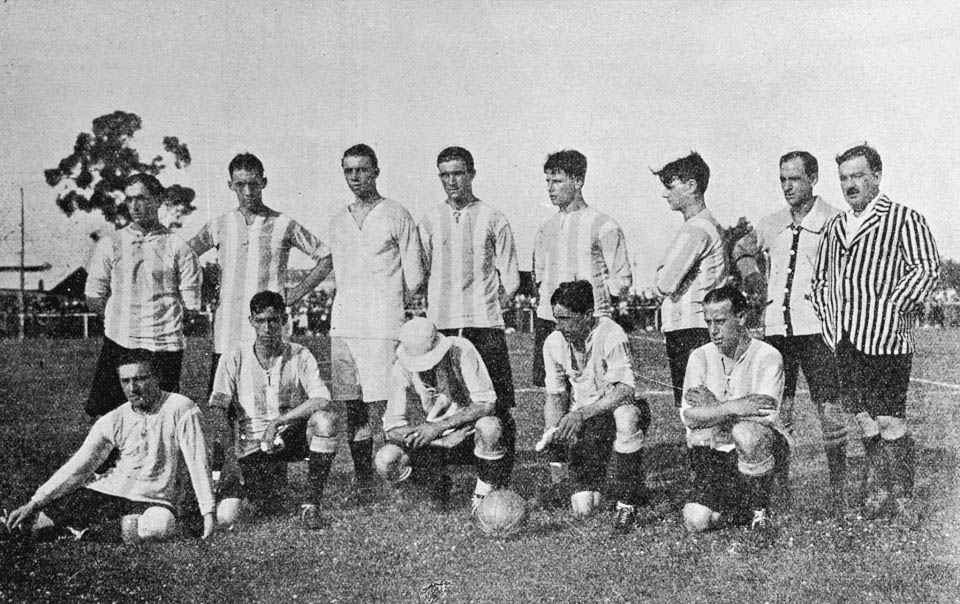
Elftal dat in 1915 kampioen werd met 95 goals uit 24 wedstrijden.

Twee jaar later werd de club voor het eerst kampioen. Het eerste deel van de competitie werd in reguliere competitievorm gespeeld, maar de titel werd beslecht in een finale. Nadat Racing eerst River Plate opzij zette versloeg de club ook San Isidro in de finale, met 2-0. Er waren dat jaar wel twee kampioenschappen door een splitsing bij de bond. Een jaar later werd de titel verlengd. De club won elf van de twaalf wedstrijden en scoorde 42 keer en kreeg slechts zeven goals tegen. Toch bedroeg de voorsprong op de runner-up, Estudiantes Buenos Aires slechts twee punten. In 1915 werden de twee competities in Argentinië samen gevoegd en in een klasse met 25 clubs eindigde Racing samen met San Isidro bovenaan, beide clubs wonnen 22 wedstrijden op 24. De finale werd gespeeld in het stadion van aartsrivaal Independiente en werd met het kleinste verschil (1-0) gewonnen door Racing. Hoewel San Isidro evenveel punten behaald had verdiende Racing de titel echt, ze scoorden 95 goals tegenover 72 voor San Isidro en lieten er slechts 5 binnen terwijl de doelman van San Isidro 12 keer gepasseerd werd. In deze tijd won de club ook enkele bekercompetities zoals de Copa de Honor Municipalidad de Buenos Aires (1912, 1913, 1915, 1917), Copa Ibarguren (1913, 1914, 1916, 1917, 1918), Copa de Honor Cousenier (1913) en de Copa Aldao (1917, 1918). Een van de sterspelers uit deze tijd was Alberto Ohaco. Hij scoorde 244 keer voor de club tussen 1912 en 1923.

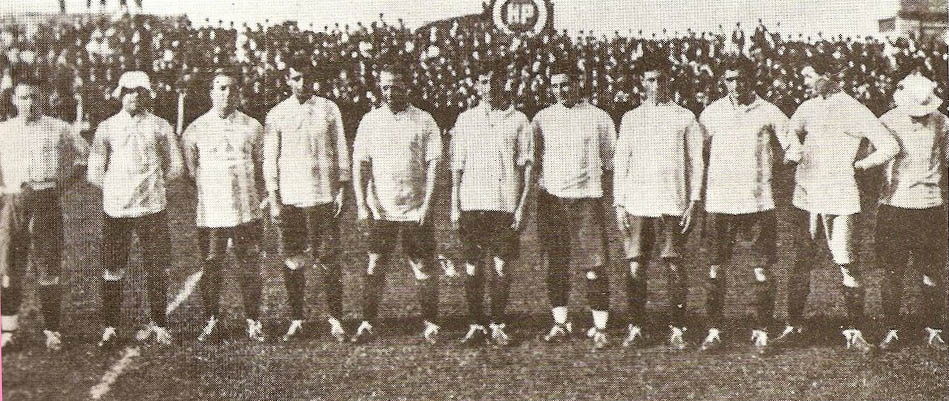
Racing won in 1921 zijn achtste titel in de afgesplitste "Asociación Amateur" competitie.

Hoewel met minder glans, kon de club ook het daaropvolgende seizoen de titel winnen, met vier punten voorsprong op CA Platense. Ook de volgende twee seizoenen kon de club telkens de titel winnen met voorsprong op River Plate. In 1918 verloor de club zelfs geen wedstrijd. In 1919 kwam het na onenigheden opnieuw tot een splitsing in de Argentijnse competities. Veertien clubs zetten een nieuwe competitie op en Racing won alle dertien wedstrijden en had zes punten voorsprong op CA Vélez Sarsfield. Het volgende seizoen doorbrak River Plate de hegemonie van Racing, die zeven jaar geduurd had. Racing stond maar twee punten achter River Plate en zette de situatie een jaar later recht door autoritair kampioen te worden met twaalf punten voorsprong op River Plate. Na drie plaatsen in de subtop kon Racing in 1925 opnieuw de titel bemachtigen met drie punten voorsprong op San Lorenzo. Tijdens de eerste 22 bestaansjaren won de club negen titels, waarvan zeven op rij, nog steeds een record in Argentinië. Hierdoor kreeg de club de bijnaam Academie van het Argentijnse voetbal.
In 1927 fuseerden de beide concurrerende competities en kwam er één grote competitie met 34 clubs. De volgende seizoenen speelde de club in de subtop.

### Proftijdperk: beginjaren
In 1931 kwam het opnieuw tot een splitsing in het Argentijnse voetbal. Het profvoetbal werd ingevoerd en er kwam een profcompetitie met achttien clubs. De amateurcompetitie van de voorgaande jaren bleef nog tot 1934 een eigen competitie spelen totdat deze uiteindelijk opgedoekt werd. Racing koos voor het profvoetbal. Na een vijfde plaats in het eerste seizoen werd de club in 1932 derde met slechts één punt achterstand op River Plate en Independiente. Ook het volgende seizoen werd de derde plaats bereikt en ook nu was de achterstand slechts minimaal, twee punten op kampioen San Lorenzo. Na twee middelmatige seizoenen werd opnieuw de derde plaats bereikt in 1936. Na nog twee vierde plaatsen werd Racing de volgende jaren een middenmoter. Eind jaren veertig ging het weer wat beter en in 1948 stond de club zelfs aan de leiding voor Independiente en River Plate tot er een staking kwam bij de spelers. Velen verlieten de club voor buitenlandse competities en de club moest terugvallen op de jeugd. Racing moest de rol lossen en werd uiteindelijk vierde terwijl aartsrivaal Independiente met de titel aan de haal ging.

### Drie kampioenschappen

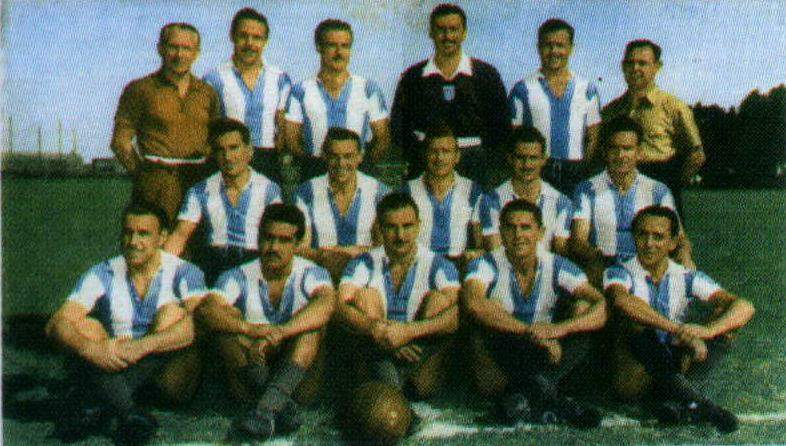
Elftal dat in 1949 de titel won.

In 1949 won de club de eerste titel sinds de invoering van het profvoetbal. Een jaar later werd de titel verlengd en telde de club maar liefst acht punten voorsprong op rivalen Boca Juniors en Independiente. Datzelfde jaar nam de club het huidige stadion in gebruik. In 1951 was de titelstrijd spannend tot op de laatste speeldag met drie clubs in de running. Uiteindelijk eindigden CA Banfield en Racing bovenaan met één punt voorsprong op River Plate. Er kwamen testwedstrijden om de titelstrijd te beslissen. Na een scoreloos gelijkspel werd er een tweede wedstrijd gespeeld, waarin Mario Boyé de verlossende goal scoorde voor Racing en zo de derde titel op rij binnen haalde voor de club. Het was nog maar de tweede keer sinds de invoering van het profvoetbal dat een club drie keer de titel kon winnen. Succestrainer in deze tijd was Guillermo Stábile, die nog tot 1960 aan het roer zou blijven.

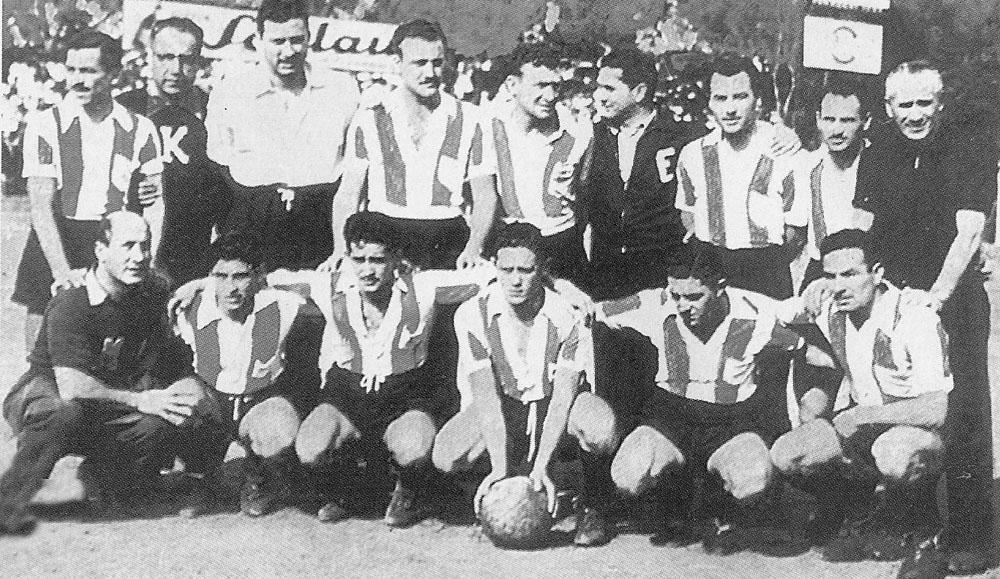
In 1951 won Racing de derde opeenvolgende titel.

Een vierde titel op rij leek erin te zitten, maar in de laatste drie wedstrijden speelde de club twee keer gelijk en moest zo de titel aan River Plate laten. Racing had dat seizoen wel de beste verdediging en werd 15 keer minder gepasseerd dan de uiteindelijke kampioen. In 1953 eindigde de club samen met CA Vélez Sarsfield tweede, maar had nu wel een slechter doelsaldo.
Na een teleurstellende tiende plaats in 1954 kon de club het volgend seizoen wel weer de vicetitel pakken. Na nog twee subtopjaren won de club in 1958 de dertiende landstitel. Het volgende seizoen werd de club vicekampioen met zeven punten achterstand op San Lorenzo.

### Internationaal succes
In 1960 behaalde de club zijn grootste zege in de competitie na een 11-3 pak slaag tegen Rosario Central. Een jaar later werd opnieuw de titel behaald, nu met zeven punten voorsprong op San Lorenzo. De club mocht nu als kampioen deelnemen aan de Copa Libertadores 1962 en werd daar in de groepsfase tweede achter Nacional. In de competitie werd dat jaar een teleurstellende negende plaats behaald. Een van de sterspelers in deze tijd was Omar Oreste Corbatta.

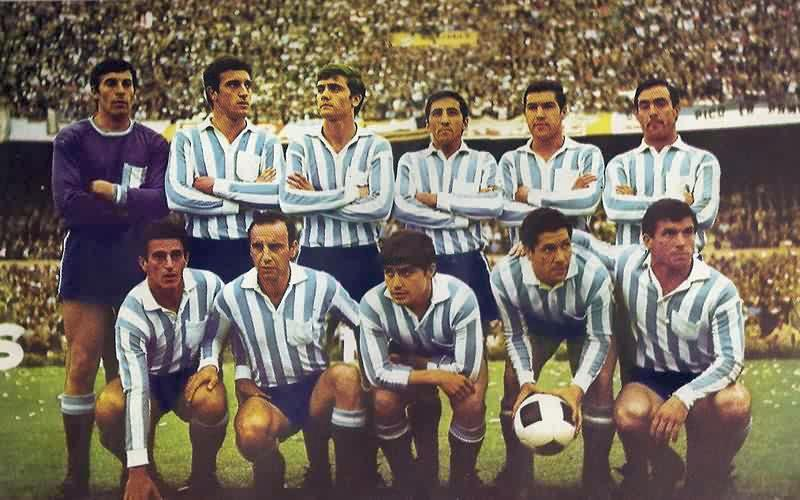
In 1967 oogstte Racing internationaal succes met de eindzeges in de Copa Libertadores en de Intercontinentale beker.

Na nog enkele jaren in de betere middenmoot werd in 1966 wederom de titel gewonnen. De club bleef 39 wedstrijden lang ongeslagen, wat toen een record was maar later door Boca Juniors verbroken werd. In de Copa Libertadores 1967 werd de club groepswinnaar, voor rivaal River Plate. In de tweede groepsfase eindigde de club samen met Universitario Lima op de eerste plaats, maar ging naar de finale omdat ze één goal meer gescoord hadden. In de finale had de club drie wedstrijden nodig om afstand te nemen van Nacional. Met 14 goals in deze competitie was Norberto Raffo topscorer. Na deze overwinning speelde Racing de intercontinentale beker tegen het Schotse Celtic FC en kon ook hier de zegepalm mee naar huis nemen waardoor de club zich een jaar lang de beste club ter wereld mocht noemen.
In 1967 werd de competitie geherstructureerd. Er kwamen twee kampioenschappen per seizoen, een Metropolitano en Nacional. In de eerste Metropolitano werd de club vicekampioen na een verloren finale van Estudiantes. In de Nacional werd de club slechts gedeeld twaalfde. Als wereldkampioen mocht de club wel deelnemen aan de Copa Libertadores 1968 en mocht zelfs meteen in de halve finale aantreden, maar moest daar het onderspit delven voor Estudiantes. In de Nacional van 1968 eindigde de club samen met River Plate en Vélez Sarsfield op de eerste plaats en er kwam een play-off, maar hierin werd Racing laatste. Het volgende seizoen behaalde de club de halve finale van de Metropolitano, maar verloor daar van CA Chacarita Juniors.

### Teloorgang
Na twee teleurstellende seizoenen werd de club vicekampioen achter San Lorenzo in de Metropolitano van 1972. Dat seizoen debuteerde Ubaldo Fillol bij de club, hij wordt gezien als een van de beste Argentijnse doelmannen uit de geschiedenis. Na één seizoen verkaste hij naar River Plate. Hierna ging het bergaf met de club en er werd zelfs met degradatie geflirt. In 1983 kon de degradatie niet meer afgewend worden en voor het eerst degradeerde de club uit de hoogste klasse.
In de tweede klasse werd de club vicekampioen achter CD Español en kreeg zo geen rechtstreekse promotie. In de eindronde om promotie versloeg de club Deportivo Morón en CA Lanús, maar verloor uiteindelijk van Gimnasia y Esgrima de La Plata. Een jaar later kon de club tegen CA Atlanta wel de promotie verzekeren en keerde na twee jaar terug bij de elite.

### Wederopstanding
Bij de terugkeer werd de club meteen vijfde. Het jaar erop werd zelfs de derde plaats bereikt. In 1988 kwam er een nieuwe internationale competitie, de Supercopa Sudamericana, waaraan alle winnaars van de Copa Libertadores vanaf 1960 deelnamen. Racing bereikte de finale en won deze van het Braziliaanse Cruzeiro. In 1989 nam de club ook weer deel aan de Copa Libertadores en overleefde de groepsfase, maar werd dan verslagen door het Colombiaanse Atlético Nacional.
Na enkele seizoenen in de middemoot eindigde de club op één punt van kampioen River Plate in de Apertura van 1993. Twee jaar later werd de club opnieuw vicekampioen, nu achter Vélez Sarsfield. De club plaatste zich hierdoor voor de Copa Libertadores 1997 en werd slechts derde in de groepsfase, wat wel volstond voor de 1/8 finale. Hier werd River Plate en CA Peñarol verslagen, maar in de halve finale was Sporting Cristal te sterk voor de club.
In 1998 flirtte de club met een faillissement, maar dat kon net vermeden worden. In 2000 werd Racing de eerste Argentijnse club die een bedrijf werd (Blanquiceleste S.A). In de competitie leek het even mis te gaan met een laatste plaats in Apertura van 2000, maar amper een jaar later kon de club dit helemaal herstellen door kampioen te worden, de eerste titel in 35 jaar. In de Copa Libertadores 2003 werd de club groepswinnaar voor Peñarol, maar verloor dan van América de Cali. De volgende jaren eindigde de club meestal in de middenmoot met af en toe een plaats in de subtop. Racing werd in december 2014 voor de zeventiende keer landskampioen, met twee punten voorsprong op River Plate. In seizoen 2018/19 lukte het de club om opnieuw landskampioen te worden.
Op 23 november 2024 won Racing voor het eerst in de clubhistorie de CONMEBOL Sudamericana, door de finale met 3-1 te winnen van Cruzeiro. Aansluitend werd in februari 2025 voor het eerst in de clubhistorie de CONMEBOL Recopa gewonnen door in een tweeluik te winnen van Botafogo.

## Erelijst
- Primera División[2]

1913, 1914, 1915, 1916, 1917, 1918, 1919, 1921, 1925, 1949, 1950, 1951, 1958, 1961, 1966, 2001 (Apertura), 2014, 2018/19
- Copa de Honor Municipalidad de Buenos Aires[2]

1912, 1913, 1915, 1917
- Copa Ibarguren[2]

1913, 1914, 1916, 1917, 1918
- Copa de Honor Adrián Beccar Varela[2]

1932
- Copa de Competencia Liga Argentina[2]

1933
- Copa de Competencia Británica George VI[2]

1945
- Trofeo de Campeones de la Superliga Argentina

2019
- Trofeo de Campeones de la Liga Profesional

2022
- Supercopa Internacional

2022
- CONMEBOL Libertadores[2]

1967
- CONMEBOL Sudamericana[2]

2024
- CONMEBOL Recopa[2]

2025
- Supercopa Sudamericana[2]

1988
- Intercontinental Cup[2]

1967
- Supercopa Interamericana[2]

1988
- Copa Ricardo Aldao[2]

1917, 1918
- Copa de Honor Cousenier[2]

1913

## Tenue
| 1903 | 1904 | 1904-08 | 1908-10 | 1910-heden |

## Bekende (oud-)spelers
- Antolin Alcaraz
- Alfio Basile
- Gonzalo Bergessio
- Vladislao Cap
- Alberto Cardaccio
- Lucas Castro

- Adrián Centurión
- Gustavo Costas
- Pedro Dellacha
- Claudio López
- Lisandro López
- Diego Milito

- Alberto Ohaco
- Natalio Perinetti
- Sergio Romero
- Marcelo Saralegui
- Diego Simeone
- Luciano Vietto

## Trainer-coaches
- Gustavo Costas (1999–2000; 2007)